# Dušan Veble
Dušan Veble, slovenski jazzovski saksofonist, klarinetist in glasbeni pedagog, * 1921, Slovenske Konjice, Kraljevina SHS, † 2005.
Bil je ustanovni saksofonist Plesnega orkestra Radia Ljubljana in eden prvih slovenskih jazzovskih improvizatorjev. Bojan Adamič ga je nekoč označil kot »najboljšega saksofonista v nekdanji Jugoslaviji«. Dolga leta je poučeval saksofon na Zavodu za glasbeno in baletno izobraževanje v Ljubljani oz. na ljubljanski SGBŠ.

## Biografija
Veble se je rodil leta 1921 v Slovenskih Konjicah. Z jazzom se je prvič srečal s poslušanjem italijanskih in švicarskih radijskih postaj v 20. letih 20. stoletja. Šest let se je učil igranja na violino, kasneje pa je pričel na ljubljanski Srednji glasbeni šoli igrati klarinet, s študijem katerega je nadaljeval tudi na Akademiji za glasbo pri profesorju Mihaelu Gunzku. Jazz je najprej igral na plesih ljubljanskega Sokola, kasneje pa je sodeloval in igral tudi v orkestrih New Star in Broadway, iz katerega je nastal Orkester Bojana Adamiča. Urban Koder, ki je med vojno pogosto poslušal Adamičev orkester, ki je običajno nastopal v Frančiškanski dvorani, je Vebleta označil za prvega slovenskega jazzovskega improvizatorja.

### Plesni orkester
»To je res prvi slovenski jazzovski improvizator, ker prej govoriti o jazzu se ni dalo in tudi tisto, kar je Adamič počel z jazzom ni bil jazz, ampak bolj zabavna glasba.«

Urban Koder o Vebletu.
Po vojni je Veble postal tenorski saksofonist Plesnega orkestra Radia Ljubljana. Bil je zaslužen za »odkritje« trobentača Mojmirja Sepeta, ki je takrat živel še v Celju. »Ne vem, kje me je slišal, takrat sem moral nekje nastopat in igrati, takrat sem se učil trobento 2. ali 3. leto, kaj strašnega ni moglo biti, ampak za tiste čase sem kazal znake, da bi mogoče lahko name kaj računali in me je Adamič povabil na avdicijo v Ljubljano«, je o Vebletu dejal Sepe. Sepe je nato opravil avdicijo za Plesni orkester Radia Ljubljana in postal trobentač orkestra. Veble je tudi med zaslužnimi, da se je z jazzom pričel ukvarjati Urban Koder: »Malo je tudi kriv, da sem se jaz vnel. To je zmeraj fino, če dobiš nekoga, ki je doma tukaj, pa igra kot Amerikanec. Potem praviš, to se da doseči.« Član orkestra je bil vse do konca 80. let 20. stoletja in bil med najpomembnejšimi solisti orkestra. Z orkestrom je nastopil na številnih jazz festivalih in turnejah po tujini, posnel pa je tudi več plošč. Njegovi vzorniki so bili Count Basie, Woody Herman in Duke Ellington.
Takoj po vojni, leta 1946, je postal tudi član Vaškega kvinteta, ki so ga poleg njega sestavljali člani plesnega orkestra: Dušan Prevoršek (klarinet), Zoran Komac (klarinet), Miško Hočevar (kitara), Veble (bas) in Mario Sancin (harmonika).

### Ostale zasedbe
Leta 1953 je poleg trobentača Urbana Kodra, klarinetista in saksofonista Atija Sossa, pozavnista Mika Sossa, pianista Maria Rijavca, basista Miška Hočevarja in bobnarja Aleksandra Skaleta postal ustanovni član ansambla »Solistov Plesnega orkestra Radia Ljubljana«. Zasedba je izvajala tradicionalni mainstream jazz, poleg tega pa so bili tudi spremljevalna skupina številnih jugoslovanskih pevk in pevcev. Leta 1955 so se preimenovali v Ljubljanski jazz ansambel, leta 1959 pa so izdali prvo jazzovsko ploščo v takratni Jugoslaviji, Svira dixieland. Ansambel je gostoval na številnih jazzovskih festivalih v Evropi, 7-krat so nastopili tudi na Blejskem in kasneje Ljubljanskem jazz festivalu. Veble je v ansamblu igral od začetka do konca in z ansamblom posnel vse plošče. Sodeloval je tudi pri Vokalnem sestavu Optimisti, ki so ga sestavljali še Koder, Hočevar, Rijavec in Sonja Hočevar. Sestav je izdal dve mali plošči, To pesmica je (1959) in Chanson D'amour leta 1962.
Sodeloval je tudi v Ansamblu Jožeta Privška, ki je nastal konec 50. let predvsem za potrebe takrat ustanovljene TV Ljubljana, posneli pa so tudi glasbo za film Minuta za umor režiserja Janeta Kavčiča. Zasedbo so sestavljali Jože Privšek - klaviature, Veble - tenorski saksofon, Milan Ferlež - kitara, Franc Jagodic - bobni, pri kontrabasu pa sta se izmenjevala Tomo Mächtig in Pavel Oman. Ansambel je izdal dve mali plošči s predvsem pop in beat glasbo, Zaplešimo s Kvintetom Jožeta Privška (1967) in leto kasneje Koloy's.
V 70. letih je postal član Jugoslavenske pop selekcije in z njo posnel album Tihomirja Popa Asanovića, Majko Zemljo, ki je izšel leta 1974 pri Jugotonu. Selekcijo so poleg Vebleta in Asanovića sestavljali številni vidnejši jugoslovanski jazzovski in rockovski glasbeniki, kot so bili Janez Bončina, Ratko Divjak, Dado Topić, Braco Doblekar, Mario Mavrin, Dragi Jelić, Petar Ugrin, Ladislav Fidri, Ozren Depolo, Miljenko Prohaska, Boris Šinigoj, Stanko Arnold, Nada Žgur, Josipa Lisac, Dečo Žgur, Drago Mlinarec, ...
Poučeval je saksofon na Zavodu za glasbeno in baletno izobraževanje v Ljubljani oz. na Srednji glasbeni in baletni šoli, kjer je vodil tudi tamkajšnji big band, s katerim je leta 1977 nastopil na Ljubljanskem jazz festivalu. Upokojil se je po šolskem letu 1998/1999.

## Diskografija

### Plesni orkester RTV Ljubljana
- V soju žarometov (1970)
- In the Mood (1974)
- Križanke (1976)
- Glenn Miller (1979)
- Swing, swing, swing (1983)
- Joan Faulkner (1984)
- Cockpit (1985)
- Povabilo na ples (1986)
- Sakralni koncert za orkester, zbor in soliste (1987)
- A Tribute to Count Basie (1989)

### Ljubljanski jazz ansambel
- Svira dixieland (1959)
- Dixieland festival (1962)
- Ljubljanski jazz ansambel (1964)
- The Best of Ljubljanski jazz ansambel (1993)

### Optimisti
- To pesmica je (1959)
- Chanson D'amour (1962)

### Ostalo
- Bled 1960 - I. Jugoslavenski Jazz Festival (1960)
- Bled 1963 - 4. Jugoslavenski Jazz Festival (1963)
- Kvintet Jožeta Privška: Zaplešimo s Kvintetom Jožeta Privška (1967)
- Ansambel Jožeta Privška: Koloy's (1968)
- Mednarodni International Jazz-Festival Ljubljana '68 (1968)
- Mednarodni International Jazz-Festival Ljubljana '69 (1969)
- 11. Mednarodni International Jazz Festival Ljubljana '70 (1970)
- 12. Internacionalni Festival Jazza "Ljubljana '71" (1971)
- Tihomir Pop Asanović: Majko Zemljo (1974)
- 15. International Jazz Festival, Ljubljana - 74 (1975)
- Jazz Na Koncertnom Podiju Vol. 1 (1977)
- Glazbena Parada Radenci 86. (1986)